# ナタール
ナタウ／ナタール（ポルトガル語: Natal ブラジルポルトガル語発音: [naˈtaw]）は、ブラジル北東部リオグランデ・ド・ノルテ州の州都。日本では「ナタール」という表記が普及しているが、これはポルトガル本国などで用いられるイベリアポルトガル語の発音に基づくものであり、ブラジルポルトガル語の発音では「ナタウ」となる。「ナタール」（Natal）とは、ポルトガル語でクリスマスを意味する（市が12月25日に成立したことに由来する）。

## 概要
海岸沿いの8kmにも及ぶ海岸道路が設置されて、1980年代に州をあげての観光客誘致が始まった。主要ホテル、レストランが州都ナタールに集中している。観光客のインフラストラクチャー改善と、自然遺産の維持が市の植林よりも進んだ。州政府はこれらの活動の一部をかつてない優先事項としている。見どころの一つは州立砂丘公園の創設である。これは市周囲を鎖状に囲む砂丘を保存するのに役立てるためだった。そして、ナタールはヒオグランデ・ド・ノルチ州の美しい砂浜へ入る入り口となった。砂浜の多くは自然保護区域になっており自然そのままである。
GENIPABUジェニブ、PIPAピパ、PIRANGEピランジ、MARACAJAUマラカジャウのように鮮やかで生き生きとしている。
ブラジル政府調査機関によると、ナタールはブラジル有数の治安の良い州都でもある。
オウグスト・セヴェロ国際空港は、ナタールとブラジル他都市を結ぶ国内線、また数本の国際線を持つ。
2014年4月には新しくナタール北に新国際空港がオープンされる。南アメリカで一番大きな空港にもなる。
ヒオグランデ・ド・ノルテ連邦大学UFRNがある。

## 地理
ナタールは南緯5度46分 西経35度12分 / 南緯5.767度 西経35.200度に位置し、南米で最も東にある。大西洋に面し、ポテンジ川の河口に位置する。

### 気候と植生
ナタールは熱帯気候で、年間通じて高温多湿である。しかし、極端な高温にならないことと海から貿易風が吹くことで和らげられている。1月は最も暑く、最高32℃最低22℃である。7月は涼しく、最高27℃最低17℃である。降雨量はおよそ年間1,550mmだが、9月から1月までは乾季で、大西洋岸の南部都市よりさらに特色がある。それにもかかわらず、天候は熱帯雨林の生長を妨げない程度に乾燥するので、ポルトガル植民地であった頃サトウキビ栽培が推進された。
| ナタールの気候              | ナタールの気候 | ナタールの気候 | ナタールの気候 | ナタールの気候 | ナタールの気候 | ナタールの気候 | ナタールの気候 | ナタールの気候 | ナタールの気候 | ナタールの気候 | ナタールの気候 | ナタールの気候 | ナタールの気候 |
| 月                          | 1月            | 2月            | 3月            | 4月            | 5月            | 6月            | 7月            | 8月            | 9月            | 10月           | 11月           | 12月           | 年             |
| --------------------------- | -------------- | -------------- | -------------- | -------------- | -------------- | -------------- | -------------- | -------------- | -------------- | -------------- | -------------- | -------------- | -------------- |
| 最高気温記録 °C （°F）      | 37 (99)        | 38 (100)       | 38 (100)       | 38 (100)       | 32 (90)        | 36 (97)        | 36 (97)        | 37 (99)        | 37 (99)        | 32 (90)        | 35 (95)        | 36 (97)        | 38 (100)       |
| 平均最高気温 °C （°F）      | 31 (88)        | 31 (88)        | 31 (88)        | 30 (86)        | 30 (86)        | 28 (82)        | 28 (82)        | 28 (82)        | 29 (84)        | 30 (86)        | 30 (86)        | 30 (86)        | 30 (86)        |
| 日平均気温 °C （°F）        | 27 (81)        | 27 (81)        | 27 (81)        | 27 (81)        | 26 (79)        | 26 (79)        | 25 (77)        | 25 (77)        | 26 (79)        | 26 (79)        | 27 (81)        | 27 (81)        | 26 (79)        |
| 平均最低気温 °C （°F）      | 24 (75)        | 23 (73)        | 23 (73)        | 22 (72)        | 21 (70)        | 21 (70)        | 19 (66)        | 20 (68)        | 21 (70)        | 22 (72)        | 23 (73)        | 24 (75)        | 22 (72)        |
| 最低気温記録 °C （°F）      | 20 (68)        | 20 (68)        | 17 (63)        | 16 (61)        | 17 (63)        | 15 (59)        | 15 (59)        | 14 (57)        | 17 (63)        | 17 (63)        | 18 (64)        | 19 (66)        | 14 (57)        |
| 雨量 cm （inch）            | 5 (2)          | 12 (4.7)       | 18 (7.1)       | 25 (9.8)       | 19 (7.5)       | 21 (8.3)       | 19 (7.5)       | 9 (3.5)        | 6 (2.4)        | 2 (0.8)        | 2 (0.8)        | 2 (0.8)        | 140 (55.2)     |
| 平均月間日照時間            | 273.5          | 233.2          | 230.6          | 204.7          | 210.8          | 195.5          | 217.1          | 245.7          | 261.7          | 297.2          | 290.7          | 295.9          | 2,956.6        |
| 出典1：Weatherbase          |                |                |                |                |                |                |                |                |                |                |                |                |                |
| 出典2：Meteorologia e Clima |                |                |                |                |                |                |                |                |                |                |                |                |                |

## 歴史

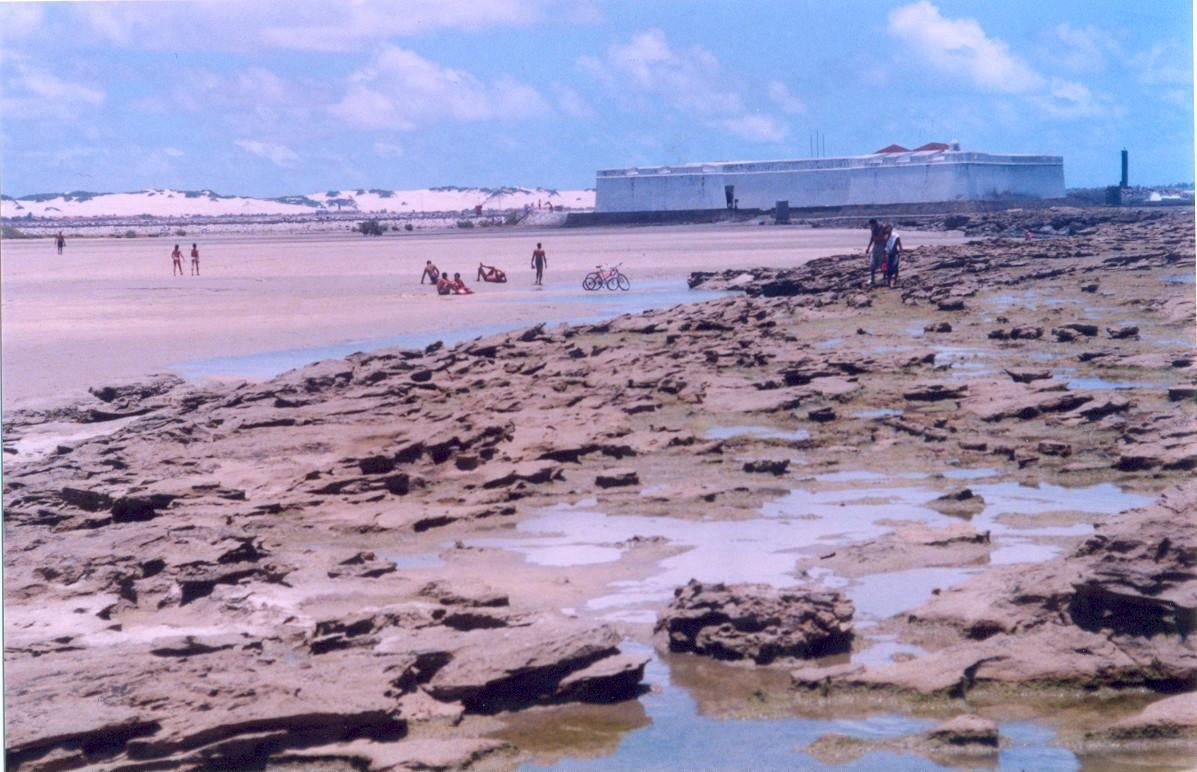
砂浜

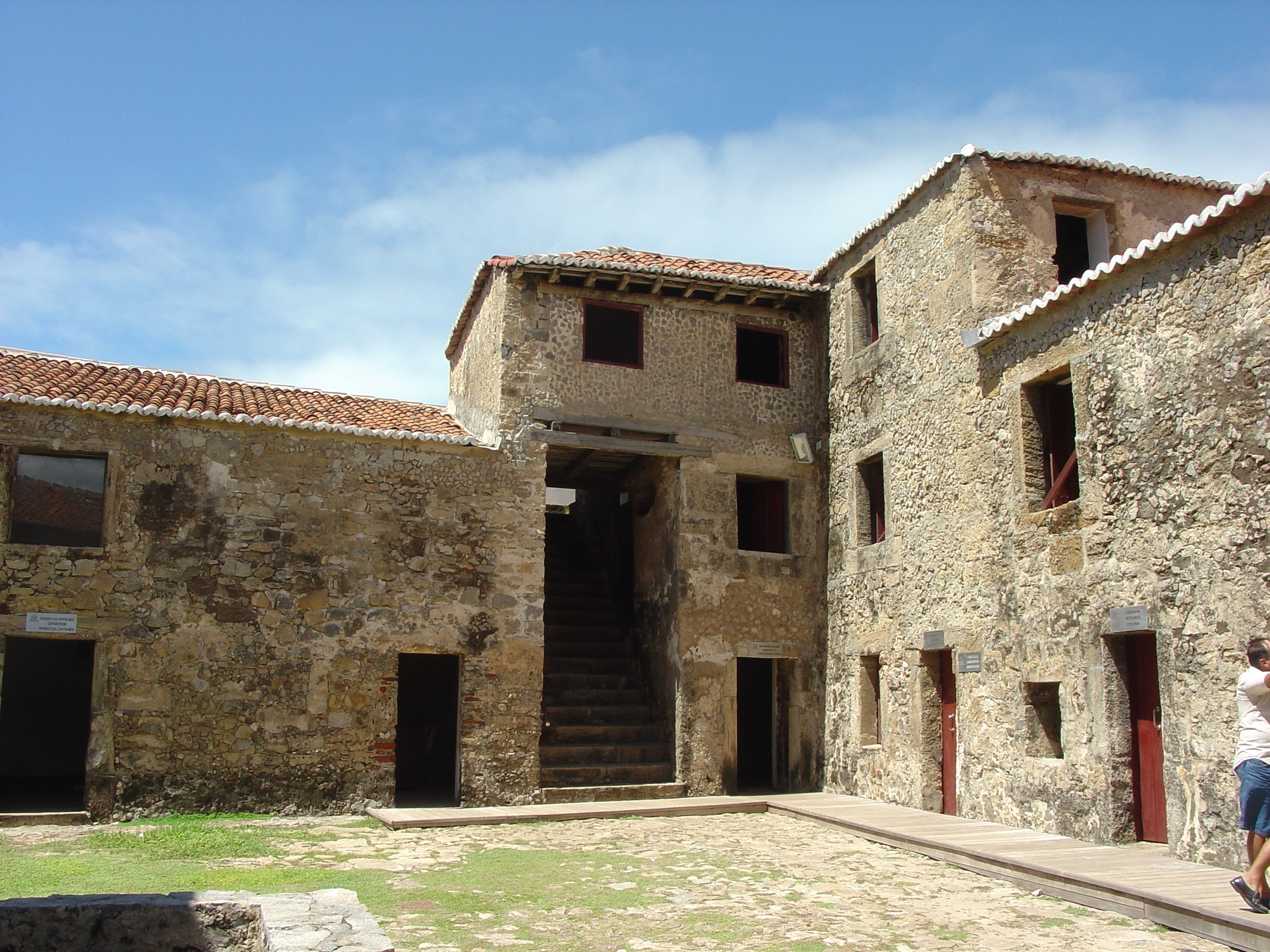
ヘイス・マゴス砦

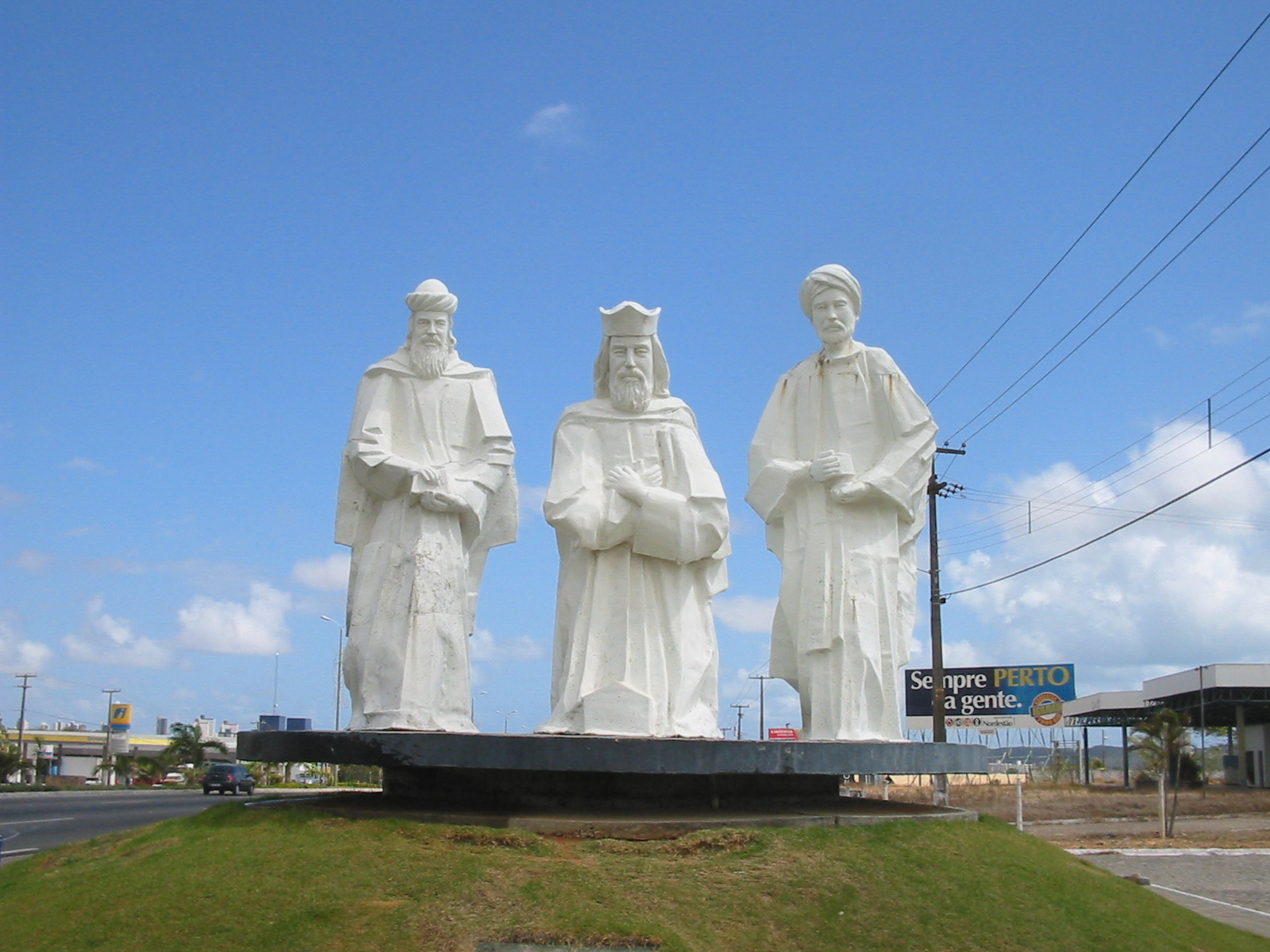
ナタールの入り口、東方の三博士像

南米最北東端であるサン・ホッキ岬は、ナタールの北32kmにある。1501年、ヨーロッパの探検家たちが初めて到着し、1501年から1502年にかけアメリゴ・ヴェスプッチ率いるポルトガル探検隊が上陸した。数十年後、この地にヨーロッパ人の定住地はなく、ポチガル族が住んでいた。
1597年、ジャック・リフォール率いるフランス人海賊が地元住民との定期的な商業活動を確立した。ポルトガルの9代目ブラジル総督フランシスコ・デ・スーザは海賊らの駆逐を命じた。ペルナンブコの将官マヌエル・デ・マスカレニャスに率いられた遠征は成功に終わった。
マスカレニャスの副官アルブケルケ・マラニャンは、1598年1月6日、東方の三博士にちなんだ砦の建設を始めた（1月6日が公現祭だったため）。1599年12月25日のクリスマスの日、ナタールは砦の外の村として創られた。砦、市、そして周辺地域は1633年から1654年までオランダ軍に占領された。
植民地時代、ナタールの砂質土壌はサトウキビ栽培地への発展を妨げた。数世紀の間、州の経済は内陸の乾いた土地での牛飼育が基盤となった。輸送の牽引に使うため生きたまま中心部へ送られたり、干し牛肉にされたり、食用になった。ナタールの最も典型的な郷土料理カルニ・ド・ソウ（carne de sol）は、元々干し牛肉で作られた料理だった
20世紀、ナタールは製塩（ヒオグランデ・ド・ノルチ州北部はブラジル国内最大級の産地である）と原油精製（州内陸部はブラジル最大の埋蔵量がある）の両産業が発展し恩恵を受けた。ナタールは急速に発展したが、ブラジルの他主要都市と比較すれば幾分計画されたやり方だった。発展は緩やかで、公共サービスはよりよく平等にゆきわたり、環境するものではなかった。犯罪率は低い。観光客（最初はブラジル人、さらに近年は外国人が多い）のおかげでナタールはブラジルの主要観光地の一つとなっていった。
その戦略的な位置から（ナタールは、ブラジル国内で最も西ヨーロッパ、アフリカ大陸、特にセネガルのダカールに近い都市の一つ）、第二次世界大戦中にはレインボー作戦の一環としてアメリカ空軍のパルナミリム空軍基地がナタール郊外に建設された。この基地は北アフリカで戦う連合国軍支援のために使われた。数千人のアメリカ兵がナタールへ送られ、ナタール文化に足跡を残した。

## 人口動態
混血(48.38%)、白人(46.99%)、黒人(3.65%)、その他(0.30%)

## 経済

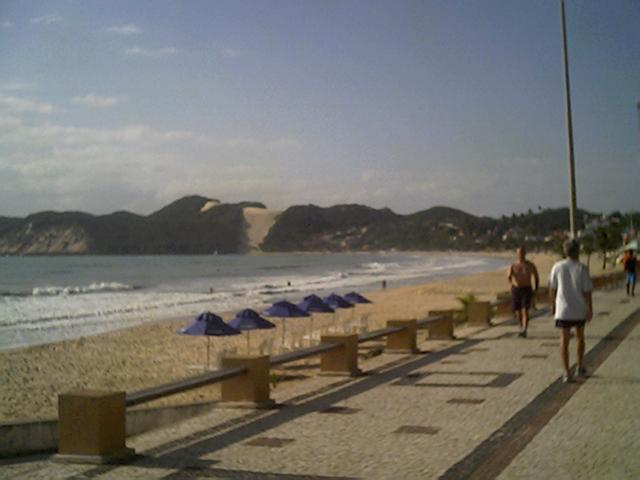
早朝のナターウ

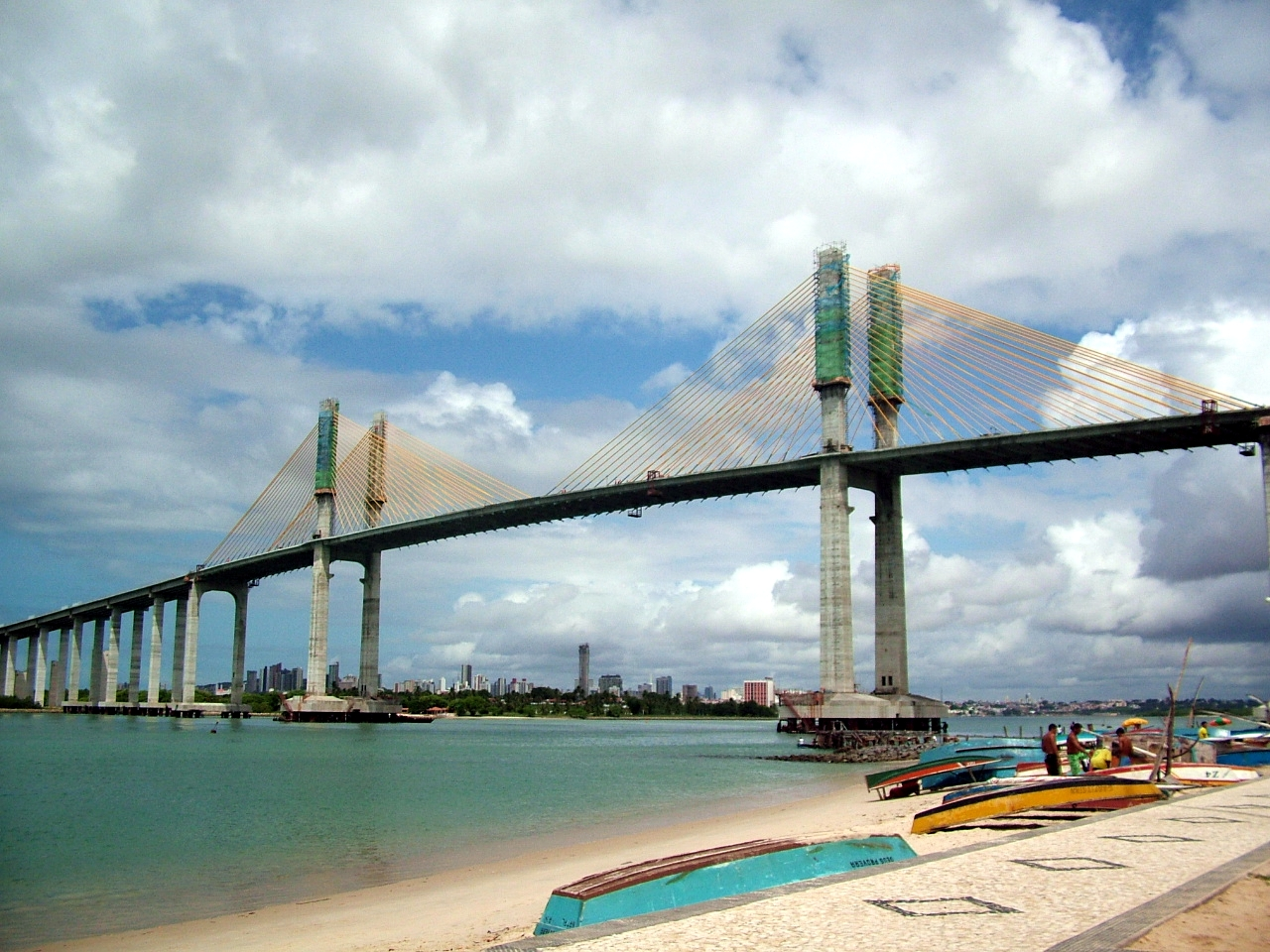
ニュートン・ナヴァロ橋

12以上の白い砂浜（ポンタ・ネグラ、モーホ・ド・カレッカ、Tabatingaタバチンガ）、イルカの崖、Pirangeピランジ、Redinhaヘディーニャ、Genipabuジェニパブといった有名な砂丘と輸入されたラクダなど、観光はナタール最大の重要産業であり、ブラジル人、ヨーロッパ人（多くはイタリア、スカンディナヴィア諸国、スペイン、イギリス、ドイツ、ポルトガル、フランス）、アメリカ合衆国から観光客がやってくる。
ナタールは石油産業の中心地でもある（ヒオグランデ・ド・ノルチ州はブラジル第2の石油生産州である）。
漁業が盛んである（サメの軟骨は日本への主要輸出品である）。またトロピカル・フルーツ生産（特にマンゴー、ゴヤバ、カシューナッツ）も盛んである。事実、世界最大のカシューナッツの木がナターウ中心部から南にあるピランジ近郊海岸にある。この木は周囲500m、一帯7,300平方mを占め、平均のカシューナッツの木の70倍ある。
海岸沿いにある事から、昔、某化粧品会社はここから多くの海藻を日本へ輸出していた。

市のGDPは7,038,816,000レアルである（2005年）。
市の一人あたりの平均年収は、9,047レアル（2005年）である。

## 教育

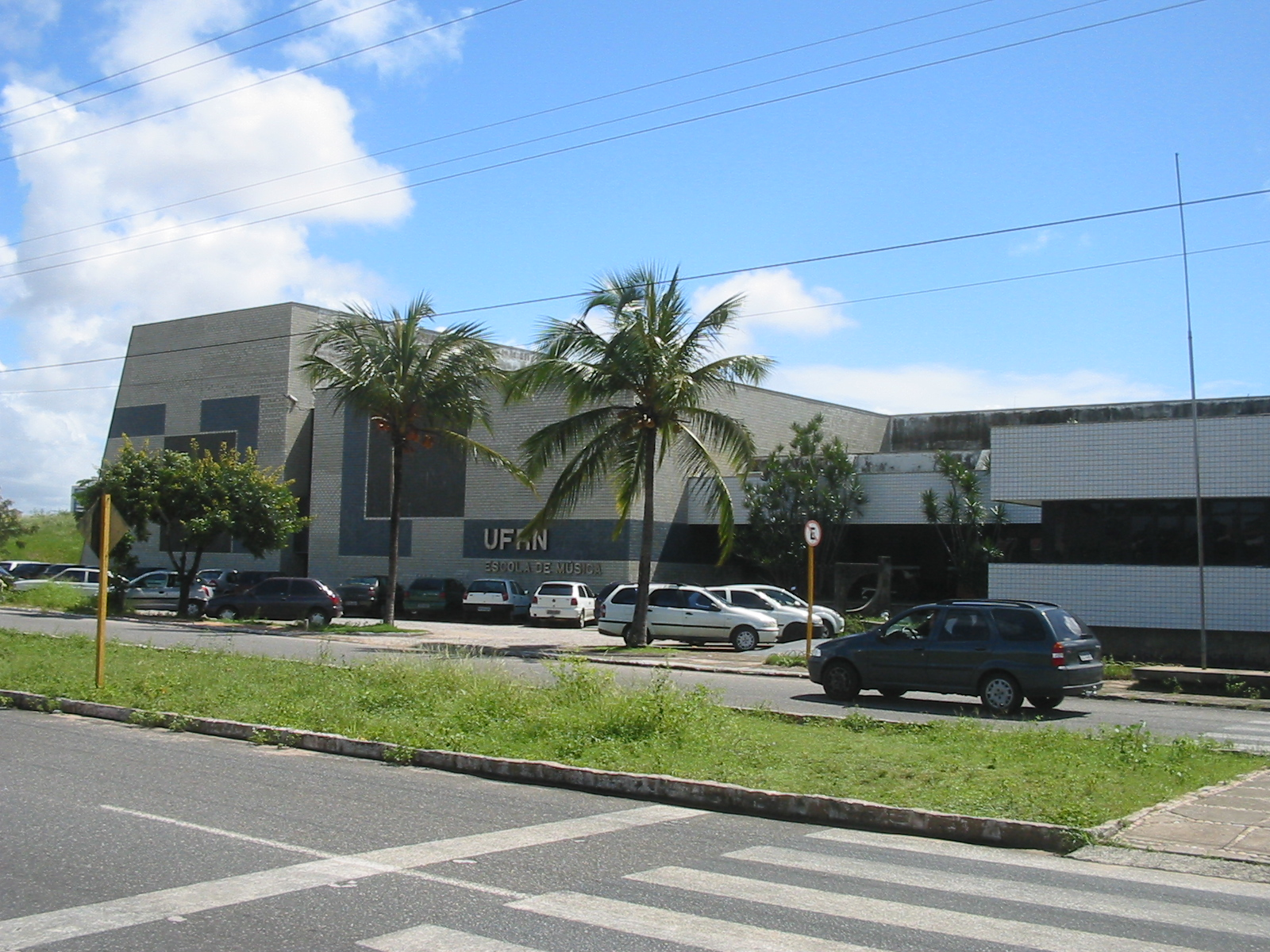
ヒオグランデ・ド・ノルチ連邦大学

- ヒオグランデ・ド・ノルチ連邦大学（en、略称UFRN）
- ヒオグランデ・ド・ノルチ州立大学（Universidade Estadual do Rio Grande do Norte、UERN）
- ポチグア大学（Universidade Potiguar、UnP）

## 文化

### フェスタ・ジュニナ

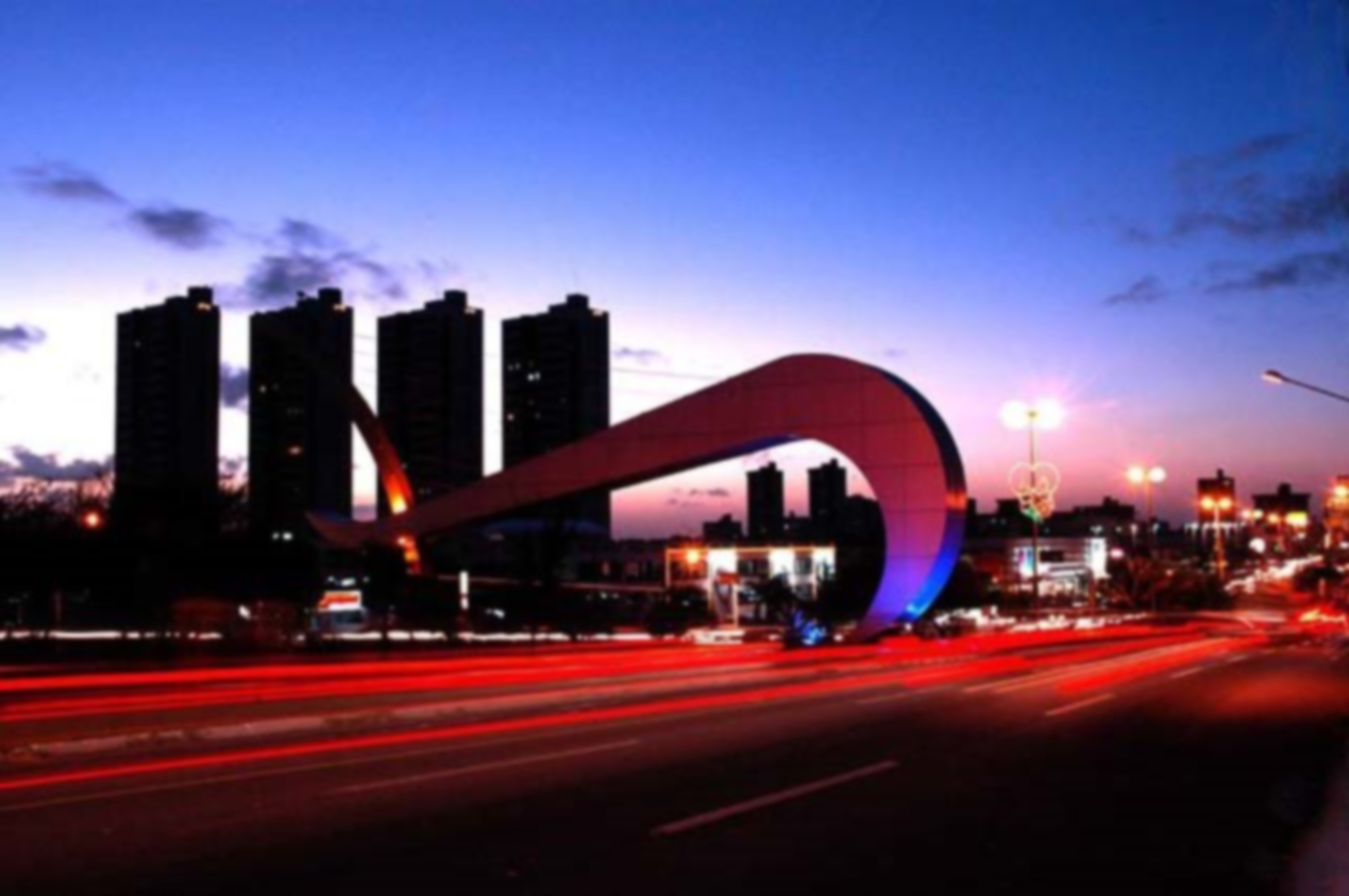
太陽のモニュメントのアーチ

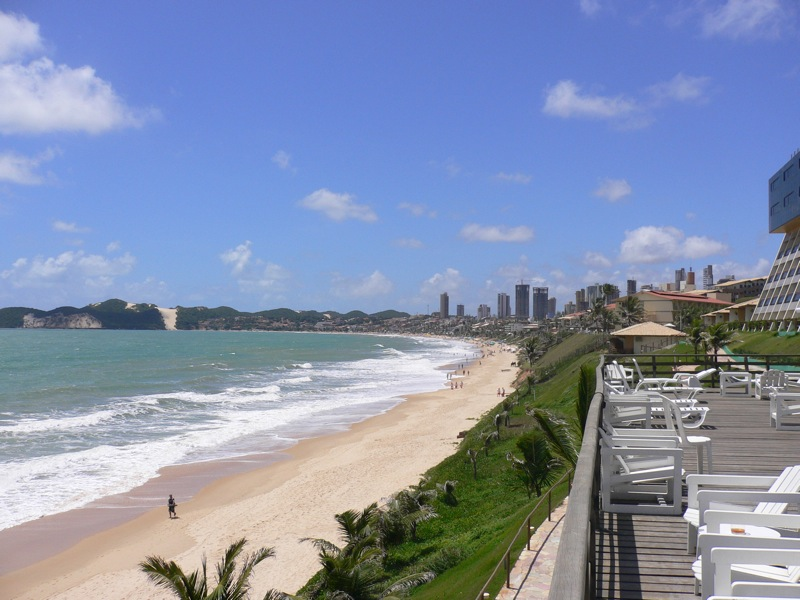
ポンタ・ネグラの海岸

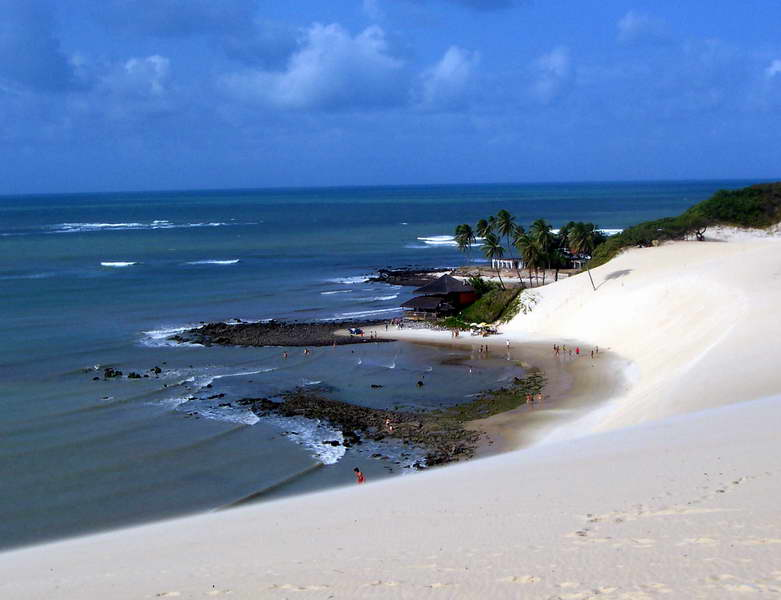
ゼニパブーの海岸

フェスタ・ジュニナ（en:Festa Junina、聖ヨハネ祭）は、ポルトガル人によってブラジル北東部に持ち込まれたもので、ヨーロッパ諸国で真夏を祝う祭りである7月24日の『聖ヨハネの日』に行われる。年間の祝祭のうち起源が古く、最も人気のあるものである。ヨーロッパ諸国では夏至に祝われるが、南半球のブラジルでは冬至の時期になる。祭りは伝統的に7月12日の聖アントニウスの日の夕方に始まり、聖ペトロの日である7月29日に終わる。この15日間、焚き火、花火、そして民族舞踊が通りで行われる。かつてはもっぱら地元のみのお祭りであったが、今日はブラジル国内で大規模に都市の祝祭として行われている。人々は、陽気に仰々しく、よりよい楽しみと高尚な精神が全てであり、典型的でありきたりではあるが農民のマネをして参加する。代表的な飲料と郷土料理が提供される。カーニヴァルの間、人々は趣向を凝らした衣装を着込み（この場合農民の服装）、踊り、過度に飲酒し、花火や民族舞踊を楽しむ。同じものがヨーロッパの聖ヨハネの日と真夏に行われるが、ブラジルでは焚き火はこれらの祭りの中核にある。

### カーナバル Carnaval
灰の水曜日から復活祭までの四旬節の4日間がブラジルのカーニヴァル時期である。金持ちも貧者も思い思いの服装をし通りへ繰り出す。

### カーナタウCarnatal
12月、クリスマスの意味を持つNATALとCarnavalをかけて作られたお祭り。カーナバルと同じく4日間続けられる。
実際にナタールにはカーナバルは存在しない事から始まったお祭り。今はカーナバルよりも多くの観光客が押し寄せる。市内の主要か所が歩行者天国となり賑わう。

### バギーツアー
ブギエロ（バギーのライセンスを持つ運転手）たちは、州観光局からプロとして承認されており、観光客がツアーにスリルを求めようが求めなかろうがいつもそのことを尋ねてくる。スリルを求めるならば、10mの高さの砂丘から90度にダイブする準備をすべきだろう。運搬車は止まる代わりに白い砂のはずれの近くまで行き、制限するもののない下り勾配で加速する。有名なツアーは楽しみに満ちているが、アドレナリンが増すことは間違いない。Ponta Negra,Praia do Meio,Genipabuから出発している。基本4人に一台だが、少人数でも乗合で乗せてくれる。

### ラクダ・ツアー
ラクダは馬車のような同じ刺激を求めて導入されたのではないが、所要時間20分ほどで、ラクダの背に乗り砂丘地帯を見学できる。1990年代にスペイン領カナリア諸島から運び込まれたラクダで、現在では20頭のラクダが飼育されている。ブラジル動物愛護協会から虐待であると2013年にバッシングを受けたが、実際は非常に丁寧に育てられている。

### ドゥナス・デ・ジェニパブ環境公園
ブラジル第2の都市公園とされている。面積1,172ヘクタール、数種の植物と動物が保護されている、典型的な大西洋岸森林である。入園料を払えば入る事が可能。

## インフラストラクチャー
- アウグスト・セヴェロ国際空港　-　海抜169フィート地点にある。ナターウから18km離れている。
- 新国際空港ーナタールの北São Gonçalo do Amaranteサンゴンサロ・ド・アマランテに建設。2014年5月31日から運用開始。旅客機ももちろんだが、南アメリカ最大のカーゴ空港となる。

高速道路BR-101とBR-304がナタールとブラジル諸都市をつないでいる。

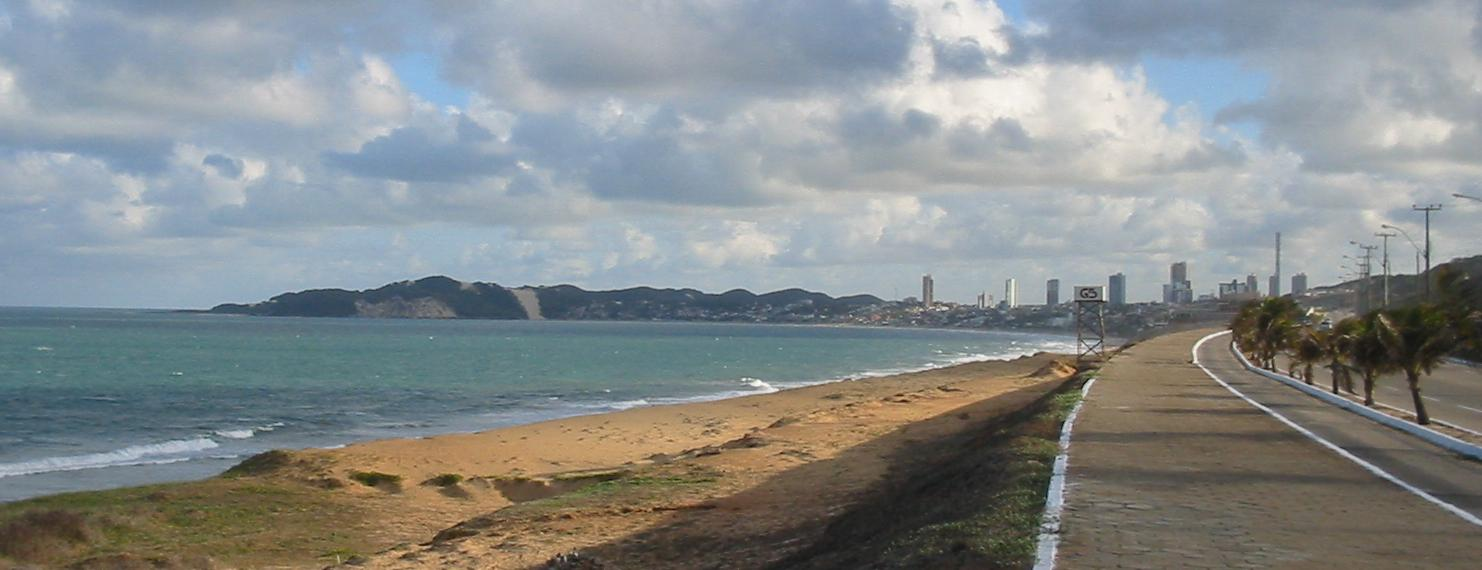
ヴィラ・コステイラ

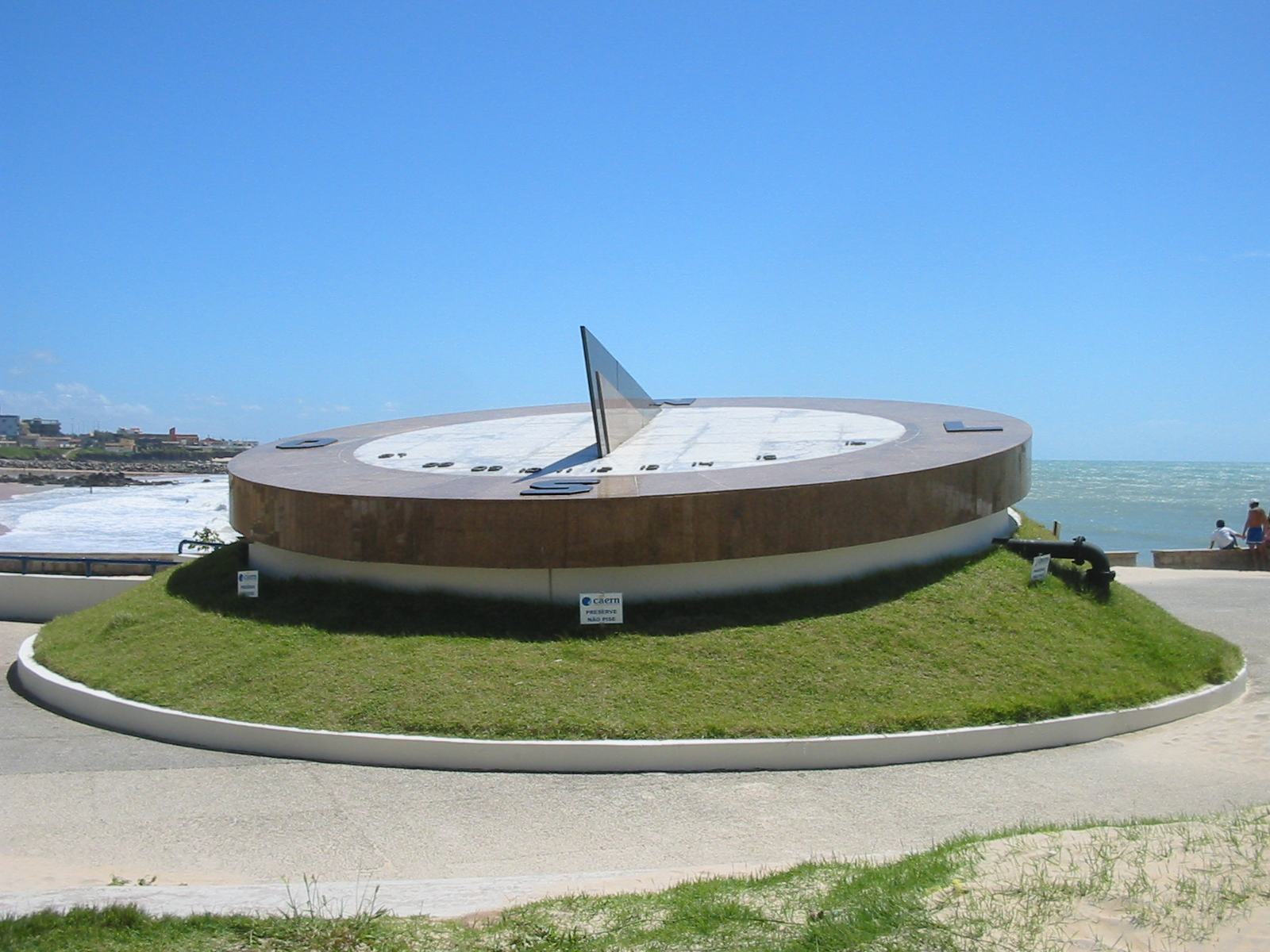

### ブラジル他都市との距離
- サンパウロ: 3011 km
- リオデジャネイロ: 2750 km
- ベロオリゾンテ: 2615 km
- ブラジリア: 2383 km
- サルヴァドール: 1100 km
- ポルト・アレグレ: 4320 km

### 港
ナタール港は、果物、魚介類の冷蔵運搬船に特に秀でている。ヨーロッパ主要港、特にビーゴ、ロッテルダム、シーアネスへの直行便がある。現在、日本のマグロ漁船がブラジル公認として船舶している。

## 近隣の自治体
ナタールの近隣自治体は以下の通りである:
北部
- Potengi
- Redinha
- Pajuçara
- Igapó
- Panatis
- Santa Catarina
- Parque dos Coqueiros
- Alvorada

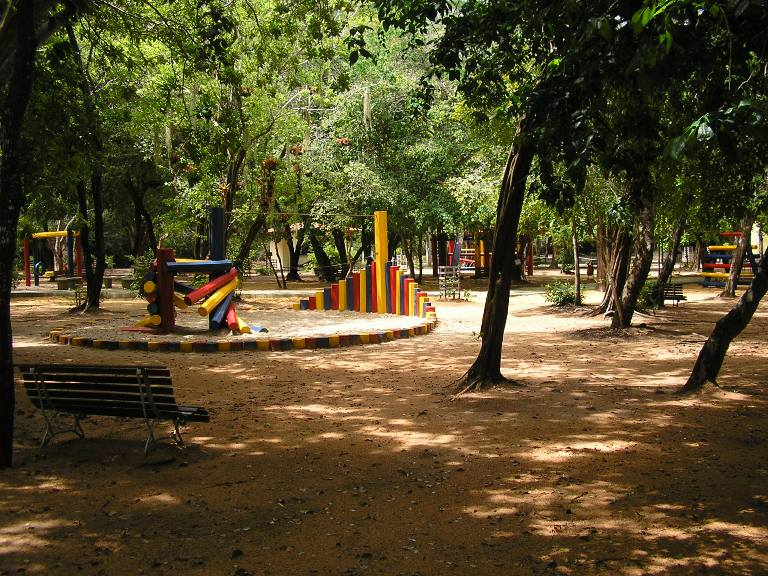
ドゥナス公園

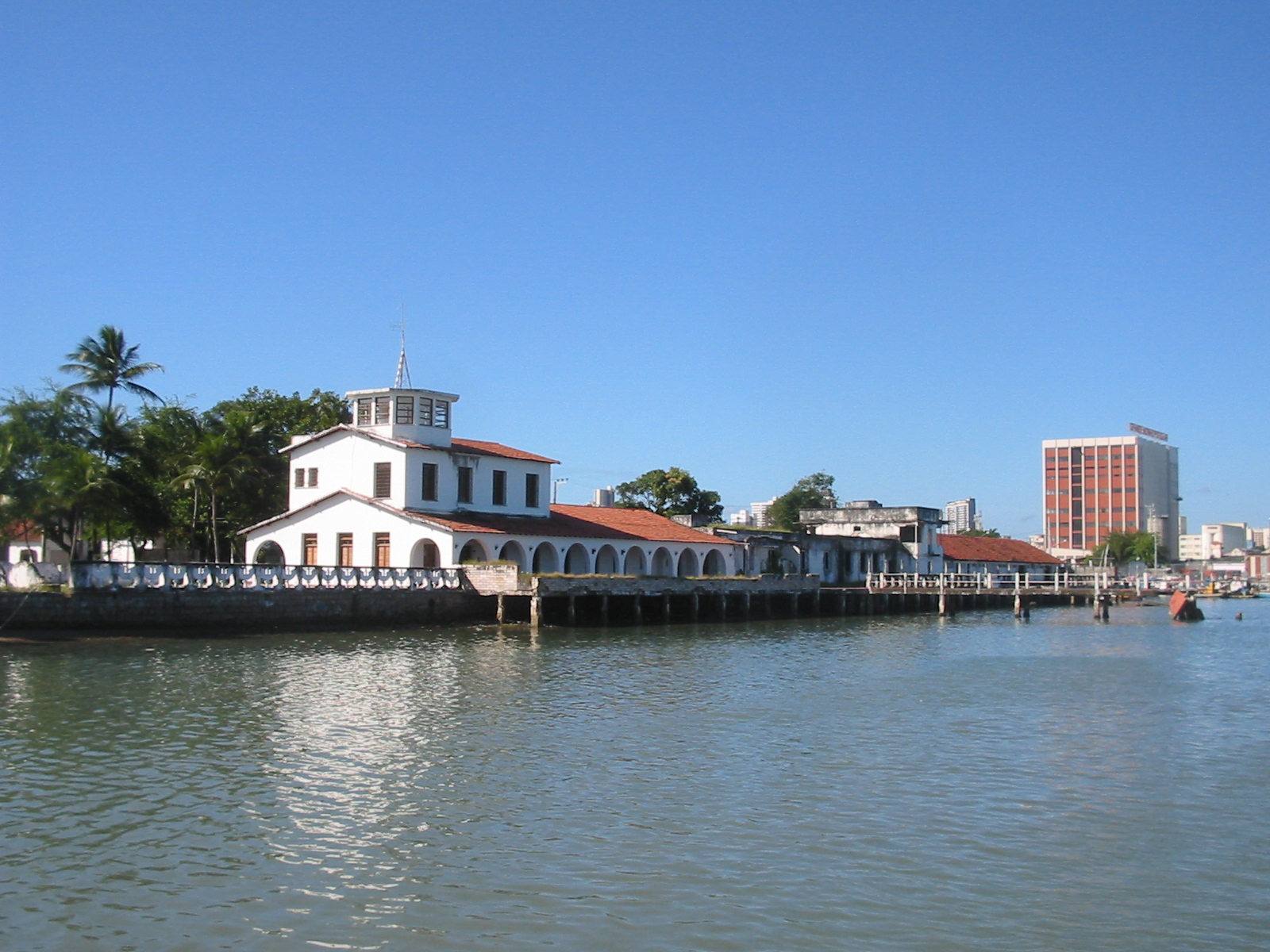
ポテンギ川の眺め

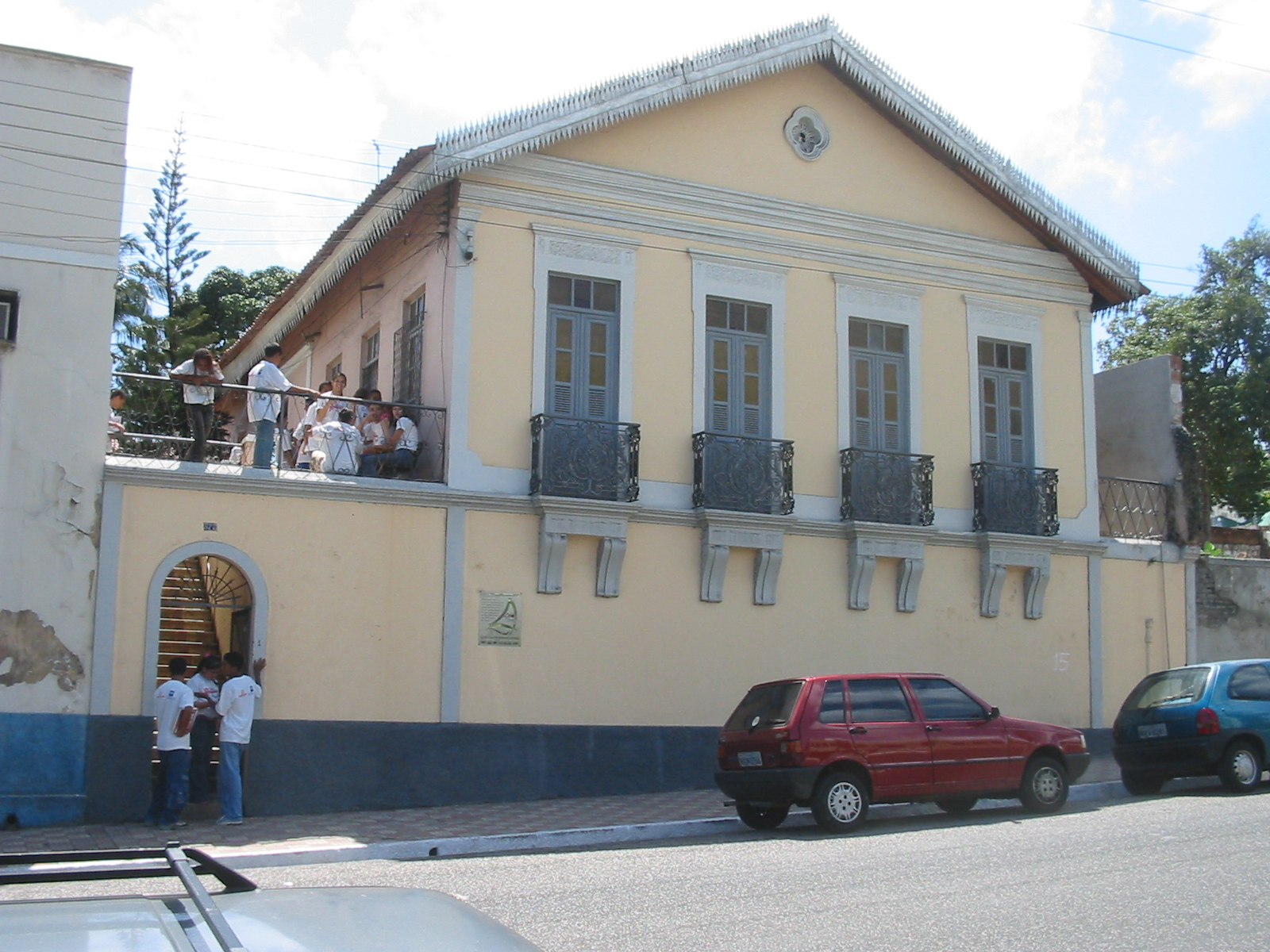
ルイス・ダ・カマラ・カスクードの邸宅

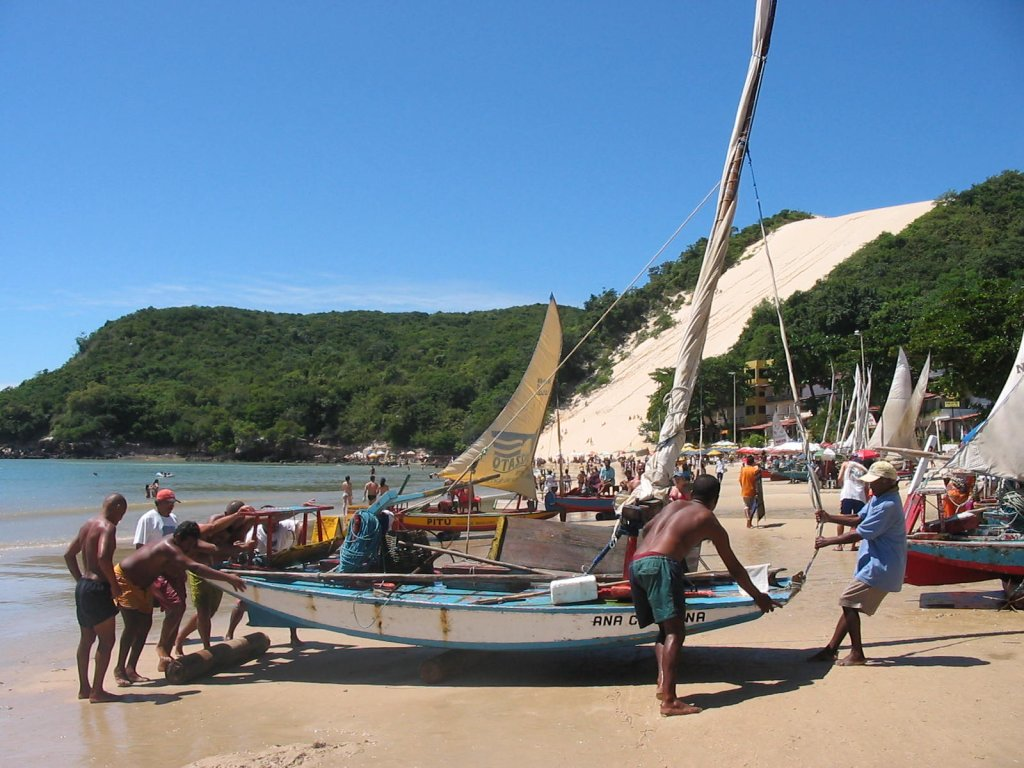
モーホ・ド・カレカ

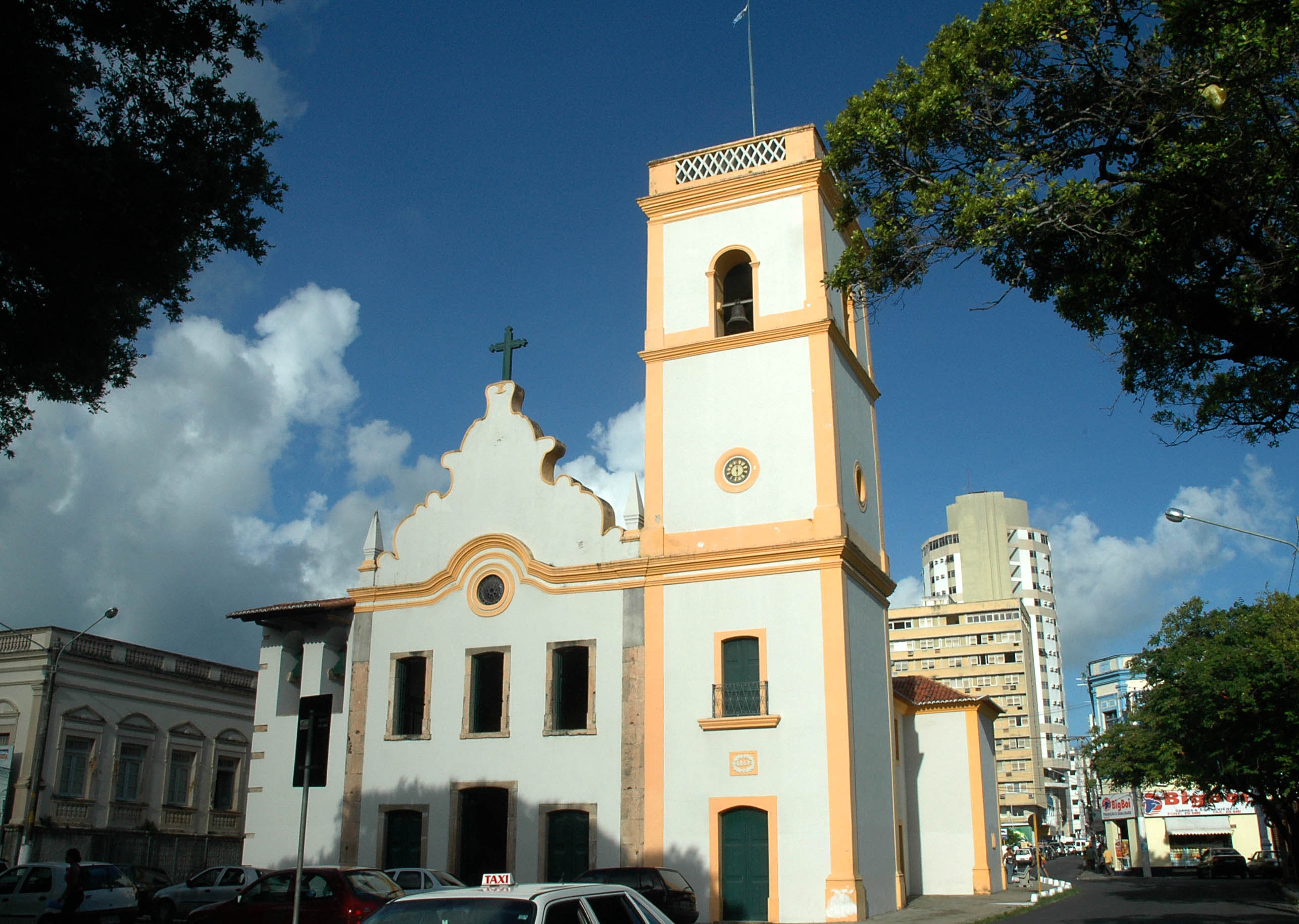
ナタール旧大聖堂

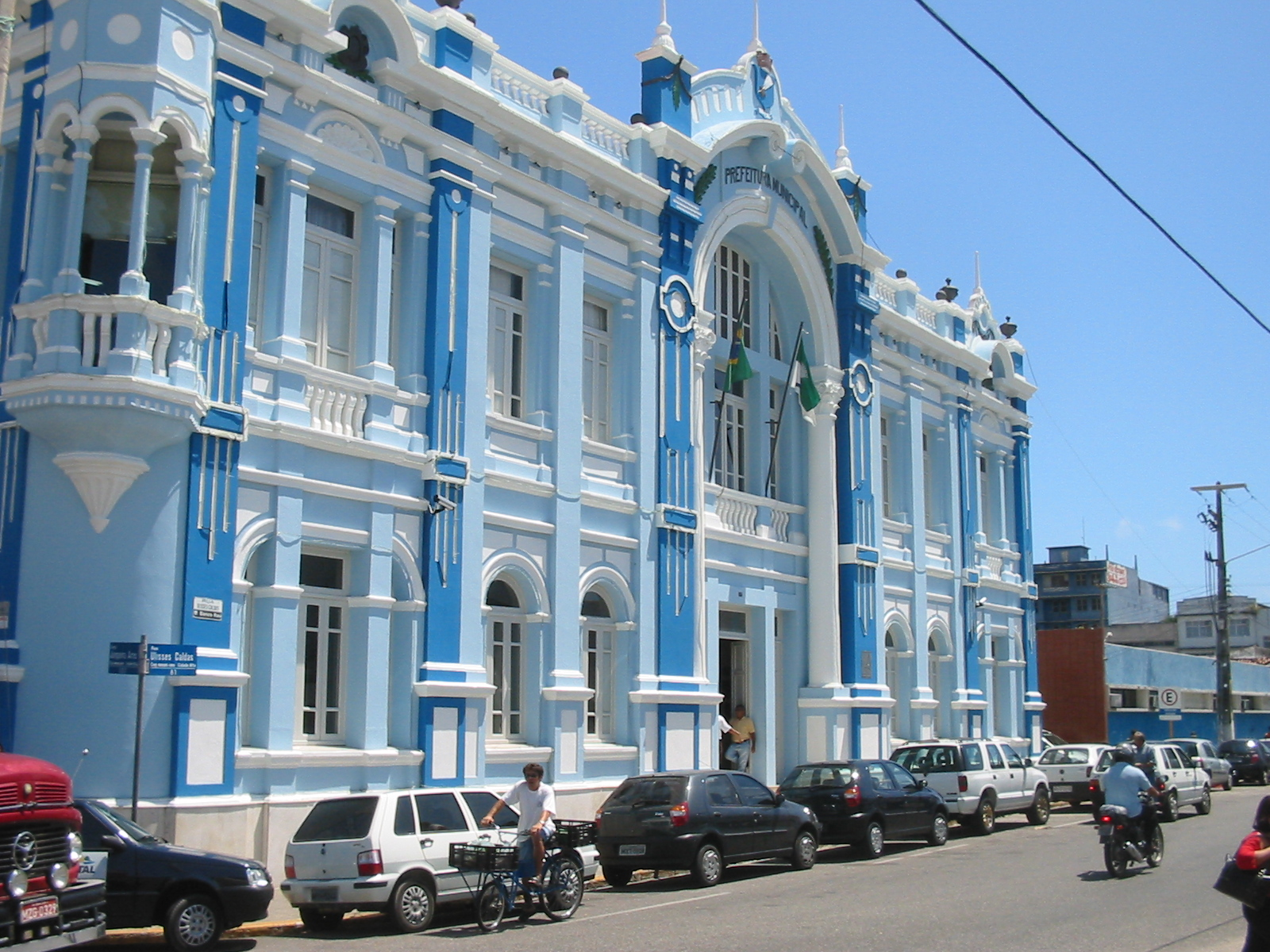
ナタールの庁舎

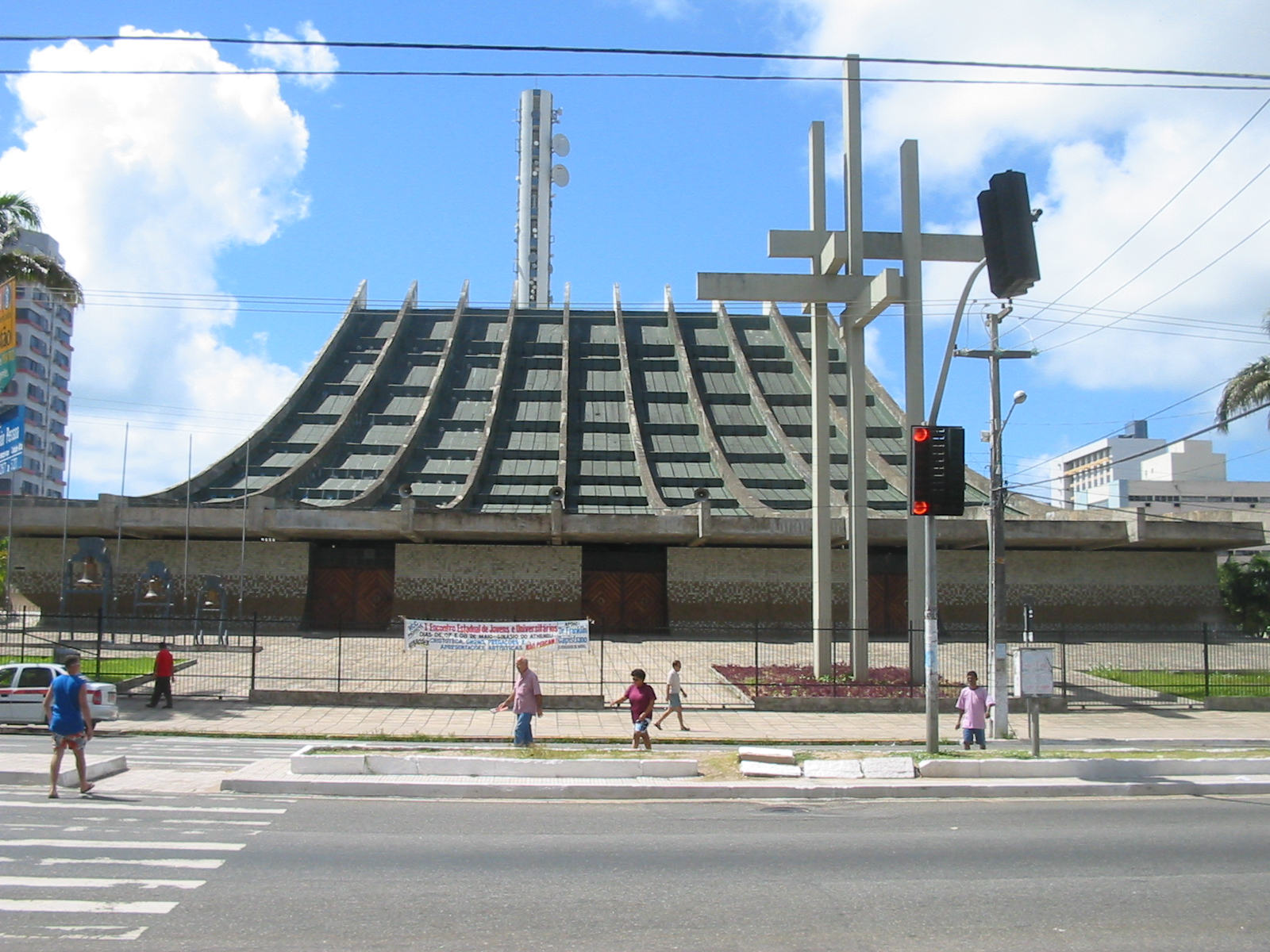
ナタール・メトロポリタン大聖堂

- Nossa Senhora da Apresentação
- Vale Dourado
- Nova Natal
- Salinas
- Lagoa Azul

東部
- Cidade Alta
- Petrópolis
- Tirol
- Alecrim
- Ribeira
- Rocas
- Barro Vermelho
- Santos Reis
- Praia do Meio
- Areia Preta
- Mãe Luíza

西部
- Quintas
- Nordeste
- Dix-Sept Rosado
- Bom Pastor
- Nossa Senhora de Nazaré
- Cidade da Esperança
- Cidade Nova
- Planalto
- km 6
- Felipe Camarão
- Guarapes

南部
- Ponta Negra
- Lagoa Nova
- Capim Macio
- Candelária
- Neópolis
- Nova Descoberta
- Jiqui
- Pirangi
- Pitimbú

## スポーツ

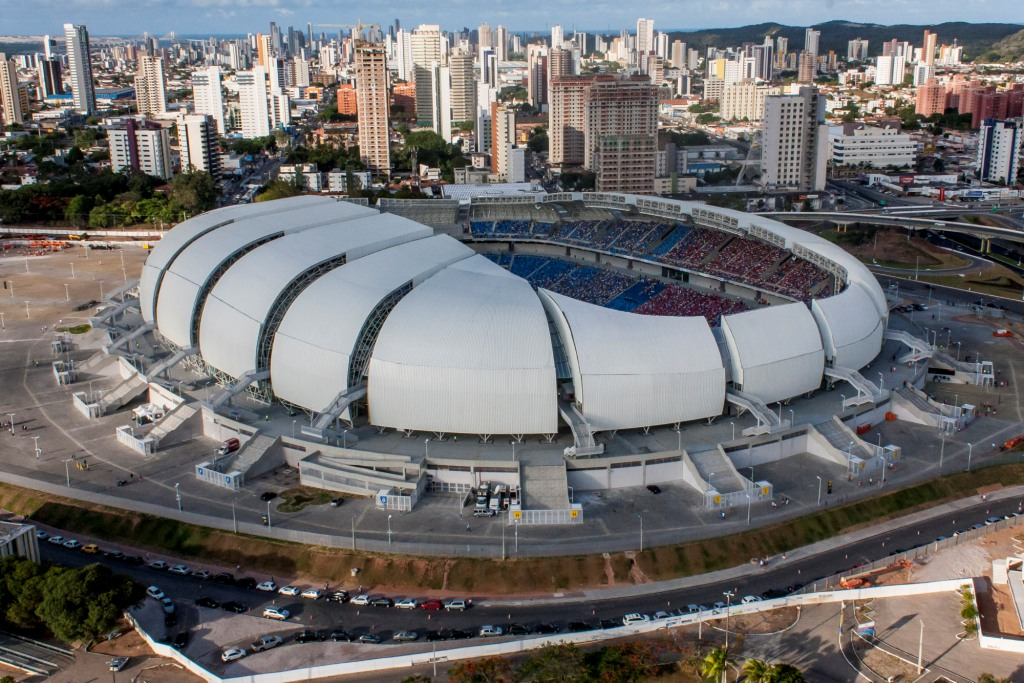
アレーナ・ダス・ドゥーナス

ナタールは住民や訪問者に対し多種のスポーツ活動を提供している。
スタジアム
- ジョアン・マシャド・スタジアム　現在は再築され、アレーナ・ダス・ドゥーナスと改名。
- マリア・ラマス・ファラシェ・スタジアム
- エストレラ・ドス・レイス・マゴス・スタジアム
- ジュヴェナル・ラマルチネ・スタジアム

ナタールは、2014 FIFAワールドカップブラジル大会における試合開催地である。
W杯 ナタールのプログラム(時間は何れも現地時間)
- 6月13日 13:00 メキシコvsカメルーン
- 6月16日 19:00 ガーナvsアメリカ
- 6月19日 19:00 日本vsギリシャ
- 6月24日 13:00 イタリアvsウルグアイ

## 姉妹都市
- ベツレヘム、パレスチナ
- コルドバ、アルゼンチン
- フォルタレザ、ブラジル
- グアダラハラ、メキシコ
- リスボン、ポルトガル
- ポルト・アレグレ、ブラジル

## 出身者
- フランセリーノ・マツザレム - サッカー選手
- オスカー・シュミット - バスケットボール選手
- リシャルリソン・バルボーサ・フェリスビーノ - サッカー選手
- ヘナン・バラオン - 総合格闘家
- ジュシー・フォルミーガ - 総合格闘家
- パトリシオ・ピットブル - 総合格闘家
- バーナ・ディアス - バレーボール選手
- フランシスコ・ダス・シャガス・マリーニョ - サッカー選手
- アントニオ・カルロス・ダ・シルバ・ネット - サッカー選手

## 参照
1. ↑  IBGE 2021
2. ↑  “Weatherbase: Historical Weather for Natal”. 2011年5月閲覧。
3. ↑  “Weatherbase: Historical Weather for Natal”. 2011年11月閲覧。
4. ↑   (Portuguese) (PDF) GDP. Natal, Brazil: IBGE. (2005). ISBN 85-240-3919-1 2007年7月18日閲覧。
5. ↑   (Portuguese) (PDF) per capita income. Natal, Brazil: IBGE. (2005). ISBN 85-240-3919-1 2007年7月18日閲覧。